# Stjerneløb
Et stjerneløb er en sportsbegivenhed, hvor ruten har stjerneform, og hvor start og mål typisk er i stjernens midte. Deltagerne i et stjerneløb starter fra et fælles punkt, f.eks. et bytorv, og bevæger sig ud til en af stjernens spidser, tilbage til centrum og ud til næste spids etc. 
Løbsformen er attraktiv ud fra et tilskuersynspunkt, da deltagerne kommer samme sted flere (eller mange) gange.
Stjerneløb afholdes i mange sportsgrene.

## Cykelsport
Som cykeldisciplin kan stjerneløb køres som enkelt- eller samlet start.  
Deltagerne i et stjerneløb starter fra et fælles punkt, ofte et bytorv men kan være også være en naturplads når det drejer sig om mountainbike-løb. 
De kørte distancer kan være fra nogle få kilometer op til 250 kilometer.
Der har gennem tiderne været kørt stjerneløb fra forskellige større byer.
Et meget prestigefyldt løb var stjerneløbet, som blev kørt fra Køge i  1940- og 1950erne. Løbet blev senere flyttet til Roskilde.
For nuværende, 2008, er der flere cykelklubber, som er arrangører af denne løbsform.